# جپه لورسن
جپه لورسن (دانمارکی: Jeppe Laursen؛ زادهٔ ۲۵ دسامبر ۱۹۷۷) خواننده-ترانه‌پرداز، تهیه‌کننده اهل دانمارک است. وی از سال ۲۰۰۲ میلادی تاکنون مشغول فعالیت بوده‌است.